# Grande roue de Berlin

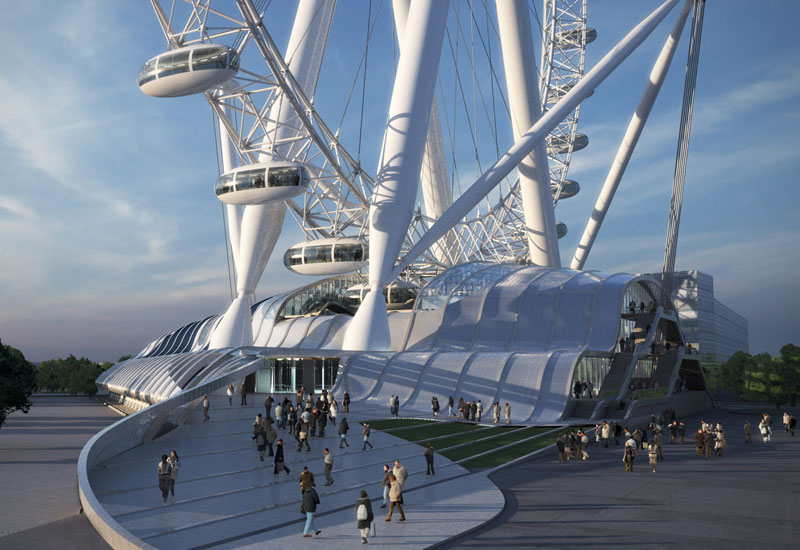
Visualisation par le cabinet d'architecte

La Grande roue de Berlin, (nom commercial Great Berlin Wheel), était un projet de roue de 175 m. de diamètre à Berlin, (Allemagne). Ce projet était entrepris par la société Great Wheel Corporation et devait être édifié près du Parc zoologique de Berlin pour un coût initial d'environ 120 millions d'Euros.
Le premier coup de pioche des travaux avait été donné le 3 décembre 2007, mais ils ont été suspendus à cause de difficultés financières. Précédemment, la mise en activité avait été prévue pour 2009.
Une fois terminée, cette roue aurait pu être la plus haute du monde, devant celle de Singapour, la Singapore Flyer, qui s'élève actuellement à 165 m depuis 2008. Cependant, le projet de grande roue à Pékin, prévu pour 2009, mais lui aussi en retard et prévu maintenant pour 2010, pourrait lui enlever le titre avec ses 208 m. Elle serait néanmoins restée la plus haute d'Europe.
Fin 2010, on annonçait la dissolution du fonds de financement de la grande roue de Berlin. Le projet est donc abandonné.
- Coordonnées géographiques : 52° 30′ 36″ N, 13° 19′ 59″ E